# 다정동
다정동(Dajeong-dong)은 세종특별자치시에 설치된 법정동 및 행정동이다. 행정중심복합도시 2-1 생활권에 위치하며, 한글 마을명은 가온마을이다. 원래 마을 이름은 제천리에 있는 골짜기를 뜻하는 샛골마을이었으나 '색골'과 발음이 비슷하다는 입주민들의 항의로 가온마을로 명칭이 바뀌었다. 2020년 8월 14일에 새롬동에서 분동하였다.

## 지명 유래
- 주민들이 다정하게 살아가라는 의미로 지어진 지명이다. 2012년 6월 30일까지 충청남도 공주시 장기면 제천리와 당암리의 일부였다. 2020년 8월 14일 이전까지 새롬동의 일부였다.

## 법정동
| 법정동  | 통         | 생활권    | 옛 행정 구역                | 비고 |
| ------- | ---------- | --------- | --------------------------- | ---- |
| 다정동  | 다정1~33통 | 2-1생활권 | 공주시 장기면 제천리·당암리 |      |
| 1법정동 | 33통       |           |                             |      |

## 역사
- 2012년 7월 1일 : 세종특별자치시 출범과 함께 다정동이 신설되었다.
- 2020년 8월 14일 : 새롬동의 다정동 분동

## 교육
- 다정초등학교
- 한결초등학교
- 새움초등학교
- 다정중학교
- 새움중학교
- 다정고등학교